# Torneo de Newport 2012
El Campbell's Hall of Fame Tennis Championships 2012 es un torneo de tenis. Pertenece al ATP Tour 2012 en la categoría ATP World Tour 250. El torneo tendrá lugar en la ciudad de Newport, Estados Unidos, desde el 9 de julio hasta el 15 de julio de 2012 sobre césped.

## Cabezas de serie

### Masculino
| Preclasificado | Tenista             | Ranking |
| 1              | John Isner          | 10      |
| 2              | Kei Nishikori       | 20      |
| 3              | Milos Raonic        | 22      |
| 4              | Denis Istomin       | 39      |
| 5              | Alex Bogomolov, Jr. | 46      |
| 6/WC           | Ryan Harrison       | 48      |
| 7              | Donald Young        | 51      |
| 8              | Gilles Muller       | 53      |

- Los cabezas de serie, están basados en el ranking ATP del 25 de junio de 2012.

## Campeones

### Individual Masculino
John Isner vence a  Lleyton Hewitt por 7-6(1), 6-4.

### Dobles Masculino
Santiago González /  Scott Lipsky vencen a   Colin Fleming /  Ross Hutchins por 7-6(3) 6-3.